# Höttingen

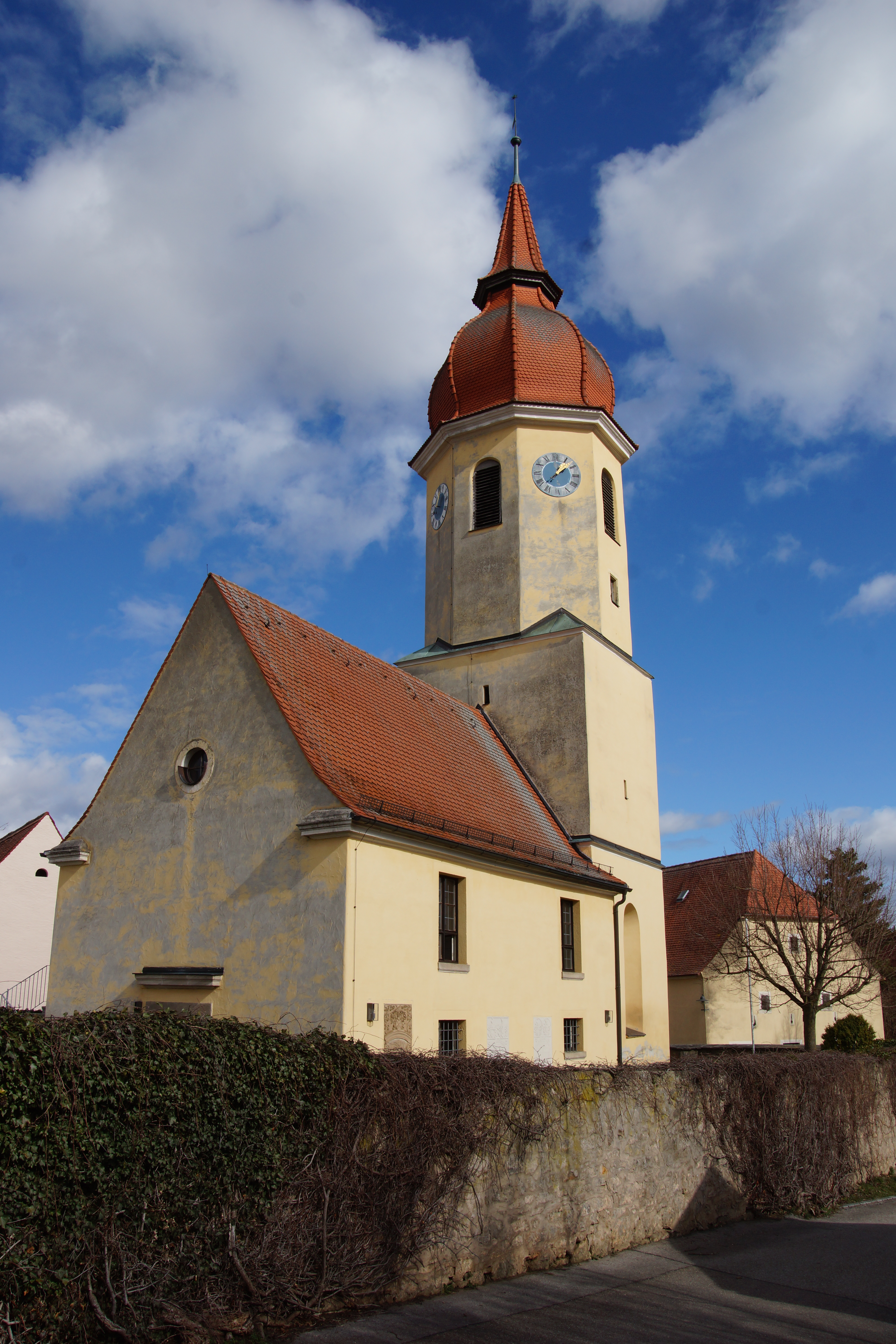
Die evangelische Pfarrkirche St. Johannis

Höttingen ist eine Gemeinde im mittelfränkischen Landkreis Weißenburg-Gunzenhausen.

## Geografie

### Geografische Lage
Das Kirchdorf liegt in der Region Westmittelfranken, fünf Kilometer nordöstlich der Kreisstadt Weißenburg in Bayern. Höttingen wird vom Felchbach, dort auch „Mühlbach“ oder „Schleifersbach“ genannt, durchflossen, in den etwas südöstlich des Ortes der Frommbach mündet. Östlich von Höttingen liegen mehrere Quellen. Auf dem Gemeindegebiet befinden sich Ursprünge mehrerer Zuflüsse des Arbaches sowie der Ottmarsfelder Grabens. Höttingen und der Gemeindeteil Weiboldshausen liegen auf dem 11. Längengrad. Das Gebiet ist größtenteils eine von Wiesen und Feldern geprägte Offenlandschaft, nur im äußersten Norden, Süden und Osten befinden sich ausgedehnte Waldgebiete. Höttingen liegt am Steilabfall des Nordrandes der Weißenburger Alb, einem Höhenzug der Fränkischen Alb. Im Süden der Gemeinde liegt der 603 Meter hohe Rohrberg. Durch Höttingen führt die Staatsstraße 2389. Nordwestlich von Fiegenstall ist die Schlucht Teufelsbackofen als Geotop ausgewiesen, nahe Höttingen liegt die Hunnenkirche.
Die Nachbargemeinden sind:
|          | Pleinfeld                                   |            |
| Ellingen | Kompassrose, die auf Nachbargemeinden zeigt | Ettenstatt |
|          | Weißenburg in Bayern                        |            |

### Gemeindegliederung
Es gibt sieben Gemeindeteile  (in Klammern ist der Siedlungstyp angegeben):
- Fiegenstall (Pfarrdorf)
- Göppersdorf (Dorf)
- Höttingen (Kirchdorf)
- Oberndorf (Weiler)
- Ottmarsfeld (Pfarrdorf)
- Reisach (Weiler)
- Weiboldshausen (Pfarrdorf)

Es gibt auf dem Gemeindegebiet die Gemarkungen Fiegenstall, Höttingen und Weiboldshausen (Gemarkungsteil 0). Die Gemarkung Höttingen hat eine Fläche von 8,449 km². Sie ist in 642 Flurstücke aufgeteilt, die eine durchschnittliche Flurstücksfläche von 13160,00 m² haben. In ihr liegen neben dem namensgebenden Ort die Gemeindeteile Oberndorf und Ottmarsfeld.

## Geschichte

### Bis zur Gemeindegründung
Die erste urkundliche Erwähnung von Höttingen erfolgte erst 1253, dennoch wird angenommen, dass der Ort ebenso alt ist wie die umliegenden Dörfer. Der damalige Ortsadelige war Albert von Hettingen. Die Kirche war Filialkirche von Weiboldshausen. Die Trennung von dort wurde am 12. Juli 1482 durchgeführt, es entstand eine eigene Pfarrei mit Taufbrunnen, Friedhof und anderen pfarrlichen Rechten. Die Einführung der Reformation erfolgte 1528 durch den Ansbacher Markgrafen Georg den Frommen, der in diesem Jahr das Patronatsrecht der Kirche erhielt. 1529 war Johann Hugel erster evangelischer Pfarrer in Höttingen. Der Ort im heutigen Mittelfranken gehörte zum 1792 von Preußen erworbenen Fürstentum Ansbach und lag seit 1500 im Fränkischen Reichskreis. Als Teil Ansbachs fiel Höttingen mit der Rheinbundakte (1806) durch Tausch an das Königreich Bayern. Im Zuge der Verwaltungsreformen in Bayern entstand mit dem Gemeindeedikt von 1818 die Gemeinde.

### 20. Jahrhundert
Im Zuge der Gebietsreform in Bayern wurden am 1. Mai 1978 die Gemeinde Fiegenstall und der größte Teil der aufgelösten Gemeinde Weiboldshausen eingegliedert. Von 1969 bis 1982 fand die Flurbereinigung statt.

### Einwohnerentwicklung
| Jahr      | 1961 | 1970 | 1987 | 1991 | 1995 | 2000 | 2005 | 2010 | 2015 | 2020 |
| --------- | ---- | ---- | ---- | ---- | ---- | ---- | ---- | ---- | ---- | ---- |
| Einwohner | 0882 | 0935 | 1032 | 1092 | 1123 | 1219 | 1243 | 1172 | 1148 | 1092 |

## Politik und Öffentliche Verwaltung
Die Gemeinde ist Mitglied der Verwaltungsgemeinschaft Ellingen.

### Gemeinderat
Die Gemeinderatswahl 2020 ergab folgende Stimmenanteile und Sitzverteilungen:
- Wählergemeinschaft Höttingen: 34,4 % (4 Sitze)
- Freie Wählergemeinschaft Fiegenstall: 25,1 % (3 Sitze)
- Wählergemeinschaft Hausen: 40,4 % (5 Sitze)

### Bürgermeister
Werner Grünwedel, einstmals dienstältester Erster Bürgermeister des Landkreises, ist am 2. Mai 2013 im Alter von 72 Jahren verstorben. In der Stichwahl am 11. August 2013 siegte Hans Seibold (Freie Wählergemeinschaft Fiegenstall) mit 54,2 Prozent der Stimmen vor Anton Müller, der 45,8 Prozent der Stimmen erhielt.

### Wappen
| Wappen von Höttingen | Blasonierung: „Durch eine erhöhte, eingeschweifte silberne Spitze, darin ein durchgehendes schwarzes Kreuz, belegt mit einem goldenen Kreuz, dessen Arme in heraldischen Lilien enden, gespalten; vorne in Rot ein wachsender silberner Bischofsstab, hinten in Blau ein silberner Kübelhelm mit dem Rumpf einer goldenen Hirschkuh als Helmzier.“ |
| Wappen von Höttingen | Wappenbegründung: Die Gemeinde Höttingen besteht seit 1978 aus den ehemals selbstständigen Gemeinden Fiegenstall, Höttingen und Weiboldshausen. Das Wappen geht auf die Geschichte der drei Orte ein. Das schwarze Kreuz steht für Höttingen und erinnert an die Herrschaft des Deutschen Ordens, der 1492 erste Güter in Höttingen erwarb. Der Bischofsstab verweist auf die Herrschaft des Fürstbistums Eichstätt in Fiegenstall. Der Helm und die Helmzier sind dem Wappen der Herren von Hausen entnommen. An der Kirche von Weiboldshausen befindet sich der Grabstein des 1427 verstorbenen Hans von Hausen mit dem Ehewappen. Dieses Wappen wird seit 1985 geführt. |

## Wirtschaft und Infrastruktur

### Wirtschaft einschließlich Land- und Forstwirtschaft
Bis 1945 war Höttingen eine rein landwirtschaftliche Gemeinde. Die Landwirtschaft besteht immer noch, ihre Bedeutung hat jedoch stark abgenommen.
Die Gemeindesteuereinnahmen betrugen im Jahr 2020 umgerechnet 1.130.000 Euro, davon waren umgerechnet 352.000 Euro (netto) Gewerbesteuereinnahmen.
Im Jahr 2020 gab es nach der amtlichen Statistik im Bereich der Land- und Forstwirtschaft neun und im produzierenden Gewerbe 38 sozialversicherungspflichtig Beschäftigte am Arbeitsort. In sonstigen Wirtschaftsbereichen waren am Arbeitsort 77 Personen sozialversicherungspflichtig beschäftigt. Sozialversicherungspflichtig Beschäftigte am Wohnort gab es insgesamt 482. Im verarbeitenden Gewerbe gab es keine Betriebe, im Bauhauptgewerbe fünf Betriebe. Zudem bestanden im Jahr 2016 32 landwirtschaftliche Betriebe mit einer landwirtschaftlich genutzten Fläche von 1268 Hektar, davon waren 434 Hektar Dauergrünfläche und 833 Hektar Ackerfläche.

### Verkehr
Höttingen liegt am Limeswanderweg, einem Teilabschnitt des Deutschen Limes-Wanderwegs.

### Bildung
Es gibt folgende Einrichtungen in Höttingen (Stand 2021):
- eine Kindertageseinrichtung:72 genehmigte Plätze mit 65 betreuten Kindern
- eine Volksschule: 6 Lehrkräfte, 62 Schülerinnen und Schüler